# Meir Balaban
Pour les articles homonymes, voir Balaban.
Meir Bałaban, (Majer Samuel Bałaban ou Meyer Samuel Balaban), né le 20 février 1877 à Lemberg, décédé le 26 décembre 1942) , dans le ghetto de Varsovie, est un des plus éminents historiens de l'histoire des Juifs polonais et galiciens et le fondateur de l'historiographie juive polonaise.
Il est le premier historien à utiliser pour ses études des sources chrétiennes, juives et polonaise, ainsi que les responsa rabbiniques.
Balaban donne des conférences dans diverses écoles juives de Galicie, et a enseigné à partir de 1928 l'histoire juive à l'université de Varsovie. Il est cofondateur de l'Institut d'études juives à Varsovie

## Biographie
Balaban est né en 1877 dans la ville de Lemberg, en royaume de Galicie et de Lodomérie, rattachée à l'Empire austro-hongrois depuis 1772 et le premier partage de la Pologne. Il reçoit tout d'abord une éducation traditionnelle à la maison, puis se rend au Heder pour une éducation plus juive, axée sur l'étude de l'hébreu et de la Bible.
En 1895, il commence des études de droit, mais doit les interrompre pour des raisons financières. Il donne des cours dans les écoles du baron de Hirsch. En 1900, il reprend ses études à l'université de Lviv et étudie l'histoire avec Ludwik Finkel, rédacteur en chef de la revue polonaise Kwartalnik Historyczny (revue trimestrielle historique), où à partir de 1903, Balaban dirigera la revue de bibliographie de l'histoire des Juifs en Pologne. En 1904, il soutient  sa thèse de doctorat sur les Juifs de Lviv au tournant des XVIe et XVIIe siècles. Sa thèse est publiée en 1906 sous le titre Żydzi Lwowscy na przelomie XVI i XVII wieku, sous la forme d'un ouvrage de 577 pages de texte et de 188 pages de documents. Sa thèse se compose de trois parties. Dans la première, Balaban décrit l'histoire des évènements extérieurs à la communauté, discutant en détail l'accord tumultueux entre les Juifs de Lviv et les Jésuites, conclu par les responsables empressés de la communauté membres de la famille Nachman. La seconde partie est consacrée à l'analyse détaillée de l'administration communautaire et du rabbinat, et la dernière partie consiste en quelques articles sur le commerce, l'artisanat, la vie familiale, etc. Balaban utilise pour écrire sa thèse des archives des Bernardins de Lviv, des archives de la ville de Lviv et des archives de la communauté juive de Lviv.
De façon tout à fait fortuite, il découvre des documents sur l'histoire des Juifs de Cracovie et à la demande de la communauté juive de Cracovie, il rédige le premier volume de son Histoire des Juifs de Cracovie et de Kazimierz, 1304-1655, édité à Cracovie en 1912. Le livre lui apporte une certaine notoriété à l'université. Balaban obtient une bourse importante du gouvernement, et effectue un long voyage scientifique à Posen (Poznań), Berlin et Dantzig (Gdańsk). Il reste plusieurs mois à Cracovie pour collecter des documents pour le second volume de l'histoire des Juifs de Cracovie. Simultanément, il commence la publication  de Histoire du système juif en Pologne dans le magazine russe Evreiskaia Starina (Héritage juif). Il enseigne dans différentes écoles secondaires de la région de Lviv et associe enseignement, études et recherche.
Nommé aumônier, il passe la première année de la Première Guerre mondiale à Vienne, enseignant au lycée pour les réfugiés galiciens. Les trois années suivantes, il les passe à Lublin en tant que consultant pour les affaires juives auprès du gouvernement général autrichien. À ces différents postes, il en profite pour organiser plusieurs communautés juives et écoles juives. Avec le Dr Ozjasz Thon et le Dr Moses Schorr, Balaban est un des fondateurs de l'Institut d'études juives de Varsovie. Il y enseigne l'histoire juive et dirige le séminaire historique qui va publier de nombreux ouvrages sur l'histoire des Juifs en Pologne, et principalement dans le royaume de Pologne.

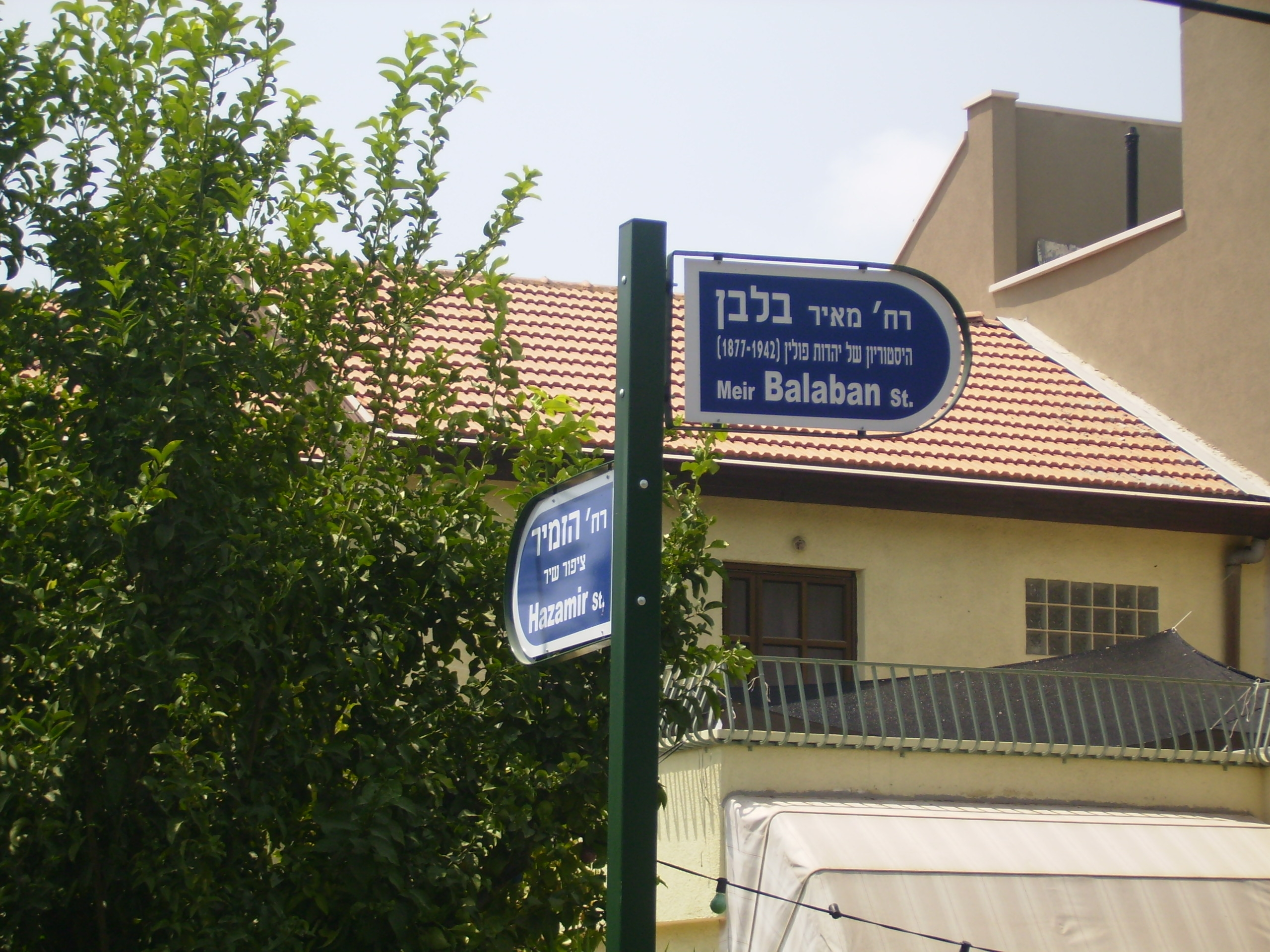
Rue Meir Balaban à Holon en Israël

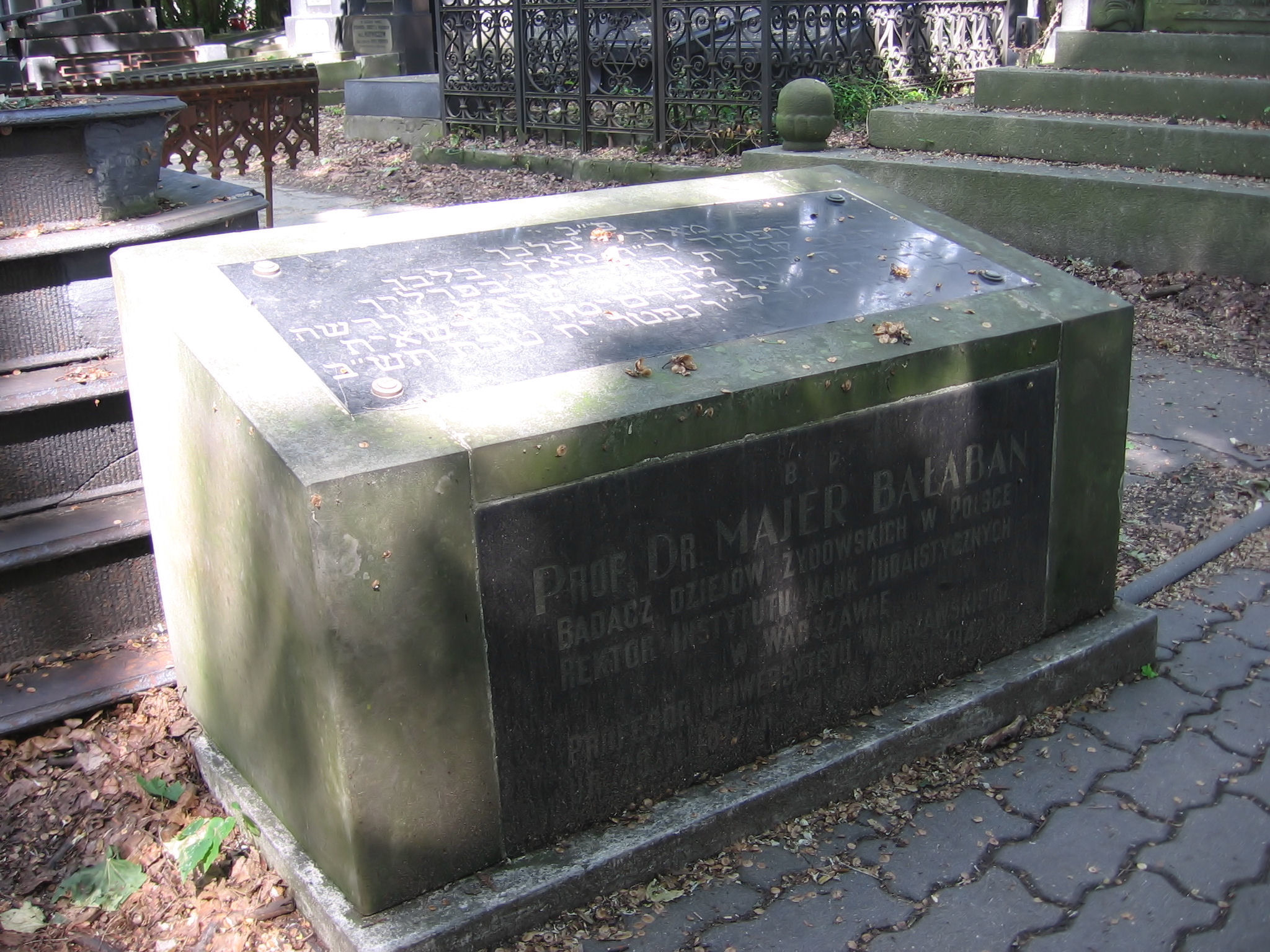
La tombe de Meir Balaban au cimetière juif de Varsovie

Balaban publie des centaines d'articles en polonais, allemand, russe, hébreu et yiddish, dont environ 70 travaux historiques personnels orientés vers les sources, de nombreux articles parus dans les magazines sur l'histoire des Juifs polonais, environ 150 articles pour la Jewrejska Enzyklopedja. Il publie aussi en 1914 des études sur le Vaad des Quatre Pays (Va'ad Arba' Aratzot), le conseil qui va diriger les affaires des communautés  juives en Grande-Pologne, Petite-Pologne, Ruthénie et Volhynie, pour le 11e volume de lHistoire du peuple juif en russe.
Balaban est un sioniste actif et écrit des éditoriaux pour l'hebdomadaire sioniste Wos'chod. Il enseigne la religion dans diverses écoles juives de Galicie. De 1918 à 1920, il est à la tête de l'école juive de Częstochowa, et de 1920 à 1930 directeur du séminaire rabbinique Tachkemoni à Varsovie. En 1924, il publie dans la revue scientifique et littéraire Nowe Życie, et à partir de 1928, il enseigne à l'université de Varsovie, où il est nommé professeur adjoint en 1936.
Le destin de Balaban est tragique. Il meurt dans le ghetto de Varsovie le 26 décembre 1942 et repose au cimetière juif de Varsovie.

## Ses études sur l'histoire des Juifs polonais
Balaban est le premier historien éminent sur les communautés juives en Pologne, et il est considéré comme le fondateur de l'historiographie des Juifs polonais. Parmi ses œuvres, les plus importantes sont:
- Les Juifs de Lemberg à l'aube du XVIIe siècle (1916)
- Histoire des Juifs de Cracovie - 2 volumes (1931)
- La communauté juive de Lublin (1919)

Il publie des centaines d'articles sur les recherches des rabbins, des érudits, sur les activités des responsables de communautés, ainsi que sur l'histoire de pogroms sanglants, sur le sujet des Karaïtes de Pologne et d'autres sujets juifs. Ces publications sont faites soit en allemand, soit en polonais soit en yiddish. Les recherches de Balaban, rédigées en hébreu sur l'histoire des mouvements de Sabbataï Tsevi et de Jacob Franck sont particulièrement importantes. Elles sont reprises dans son livre Le toldot ha-tnua ha-frankit (L'histoire du mouvement franckiste), publié en deux volumes en 1934-1935 à Tel Aviv. Il écrit aussi en polonais Historia postępowej synagogi we Lwowie (Histoire de la synagogue progressiste de Lviv) ainsi que la Bibliographie de l'histoire des Juifs de Pologne entre 1900 et 1930 qui comprend plus de 10 000 entrées.
De 1902 à 1906, la plupart de ses essais importants sont publiés dans l'almanach Rocznik Żydowske, et à partir de 1906, dans la revue Kurjer Lwowski.

## Principales publications de Balaban en polonais
- 1903 : Przegląd literatury historii Żydów w Polsce.
- 1904 : Izak Nachmanowicz żyd lwowski XVI wieku (Izak Nachmanowicz, un Juif polonais du XVIe siècle); Studyum historyczne
- 1904 : Josefus Flavius, Charakterystyka czlowieka i historyka na tle wspolczesnych wypadkow  (Flavius Josèphe, aspects de l'homme et de l'historien sur  fond des évènements d'époque)

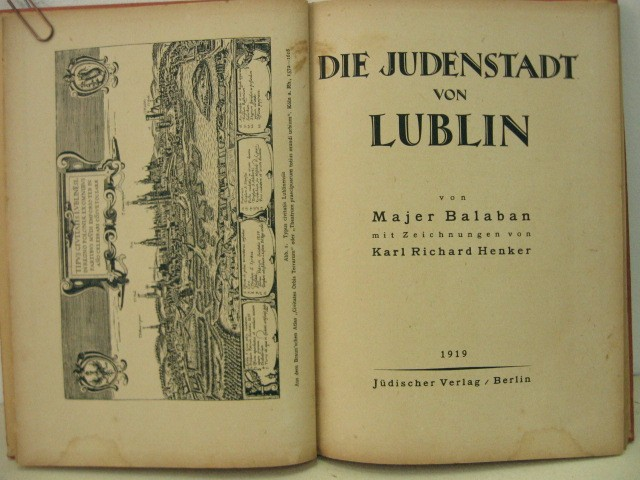
Die Judenstadt von Lublin- 1919

- 1905 : "Makabeusze" (Les Maccabées)
- 1902-1906? : Lewko Balaban, burmistrz kahalny Lwowski z konca XVIII wieku (Lewko Balaban (Leo Balaban), le bourgmestre du Kahal de Lviv à la fin du XVIIe siècle)
- 1906 :  Żydzi lwowscy na przełomie XVI i XVII wieku (Les Juifs de Lviv au tournant des XVIe et XVIIe siècles);  seconde édition en 1909
- 1909 : Dzielnica żydowska we Lwowie (Le quartier juif de Lviv); partiel
- 1914 : Bagno głębokie. W. Sprawy i rzeczy ukraińskie. Materyały do dziejów kozaczyzny i hajdamaczyzny.
- 1916 : Dzieje Żydów w Galicyji i w Rzeczypospolitej Krakowskiej 1772-1868 (Histoire des Juifs en Galicie et dans la république de Cracovie 1772-1868)
- 1919 : Die Judenstadt von Lublin. (La ville juive de Lublin)- en allemand.
- 1920 : Z historii Żydów w Polsce. Szkice i studja (L'histoire des Juifs en Pologne. Étude et analyse)
- 1922 : Rabin dr. Samuel Abraham Poznański (1864-1921). Szkic biograficzny (Rabbin Dr Samuel Abraham Poznański (1864-1921). Analyse biographique
- 1925 : Historia i literatura żydowska, ze szczególnym uwzględnieniem historii Żydów w Polsce (Histoire et littérature juives avec revue détaillée de l'histoire des Juifs en Pologne)
- 1927 : Bóżnice obronne na wschodnich kresach Rzeczypospolitej (les synagogues défensives dans la partie est de la République)
- 1927 : Studja historyczne.
- 1928 : Kiedy i skąd przybyli Żydzi do Polski 'Quand et d'où sont arrivés les Juifs polonais)
- 1929 : Zabytki historyczne Żydów w Polsce (Monuments historiques des Juifs en Pologne)
- 1930 : Żydzi w Polsce (Les Juifs en Pologne)
- 1931 : Historia Żydów w Krakowie i na Kazimierzu 1304-1655 (Histoire des Juifs de Cracovie et le Kazimierz 1304-1655)

T.1, T.2 (seconde édition en 1936)
- 1932 : Z zagadnień ustrojowych żydostwa polskiego (Les problèmes politiques concernant les Juifs de Pologne)
- 1938 : Żydzi w powstaniu 1863 r (Les Juifs dans le soulèvement de 1863)